# Otto e mezzo (ventunesima edizione)
La ventunesima edizione del programma televisivo Otto e mezzo, composta da 199 puntate, è stata trasmessa sul canale televisivo LA7 dal 13 settembre 2021 al 1º luglio 2022.
L'edizione è condotta da Lilli Gruber e diretta da Luciano Fontana. Ogni puntata include Il Punto di Paolo Pagliaro.
Le puntate dalla 177 alla 184 sono eccezionalmente condotte da Giovanni Floris.
| nº  | Titolo                                             | Ospiti | Prima TV          |
| --- | -------------------------------------------------- | --- | ----------------- |
| 1   | Green pass: Draghi tira dritto, Salvini all'angolo | Antonella Viola, Paolo Mieli, Marco Travaglio, Alessandro Sallusti                                             | 13 settembre 2021 |
| 2   | Draghi e gli intellettuali contro                  | Tomaso Montanari, Sofia Ventura, Corrado Formigli                                                              | 14 settembre 2021 |
| 3   | Draghi, arriva il super green pass                 | Massimo Cacciari, Vittoria Colizza, Stefano Feltri, Luca Telese                                                | 15 settembre 2021 |
| 4   | Super green pass o resti a casa                    | Franco Bernabè, Lina Palmerini, Massimo Giannini                                                               | 16 settembre 2021 |
| 5   | Super green pass, Salvini in ritirata              | Massimo Galli, Vincenza Frasca, Beppe Severgnini, Francesco Borgonovo                                          | 17 settembre 2021 |
| 6   | Green pass, ci mancava il referendum               | Olga Milanese, Silvia Sciorilli Borrelli, Andrea Scanzi, Guido Rasi                                            | 20 settembre 2021 |
| 7   | Il metodo Draghi spacca la Lega                    | Mariolina Sattanino, Gianrico Carofiglio, Tomaso Montanari                                                     | 21 settembre 2021 |
| 8   | Salvini e la variante no vax                       | Ilaria Capua, Giuseppe Laterza, Gabriele Albertini, Paolo Mieli                                                | 22 settembre 2021 |
| 9   | Enrico Letta fra Draghi, Conte e Salvini           | Enrico Letta, Massimo Giannini, Lina Palmerini                                                                 | 23 settembre 2021 |
| 10  | Stato-mafia: davvero ha perso Travaglio?           | Alessandro Sallusti, Marco Travaglio                                                                           | 24 settembre 2021 |
| 11  | La droga è una brutta bestia                       | Silvia Sciorilli Borrelli, Giovanni Di Lorenzo, Lucio Caracciolo, Alessandro Sallusti, Andrea Scanzi           | 27 settembre 2021 |
| 12  | Caso Morisi: Salvini grida all'agguato             | Ilaria Cucchi, Stefano Zurlo, Lina Palmerini, Antonio Padellaro                                                | 28 settembre 2021 |
| 13  | I successi di Draghi, gli attacchi di Salvini      | Pier Luigi Bersani, Camilla Conti, Tomaso Montanari, Beppe Severgnini, Massimo Giletti                         | 29 settembre 2021 |
| 14  | 13 anni a Lucano: le destra esulta, la sinistra?   | Rosi Braidotti, Massimo Giannini, Francesco Specchia, Gianrico Carofiglio                                      | 30 settembre 2021 |
| 15  | Al voto tra bestie, condanne e lobby nere          | Evelina Christillin, Marco Travaglio, Alessandro De Angelis, Alessandro Giuli                                  | 1º ottobre 2021   |
| 16  | Destra KO, ora Letta sta sereno                    | Lina Palmerini, Massimo Cacciari, Marco Travaglio, Alessandro Sallusti                                         | 4 ottobre 2021    |
| 17  | Post voto, Salvini strappa e il PD attacca         | Andrea Orlando, Mariolina Sattanino, Stefano Feltri, Gad Lerner                                                | 5 ottobre 2021    |
| 18  | Calenda tra destra e sinistra                      | Carlo Calenda, Fabio Volo, Luca Telese, Antonella Viola                                                        | 6 ottobre 2021    |
| 19  | Mimmo Lucano, eroe o criminale?                    | Anna Falcone, Mimmo Lucano, Gianrico Carofiglio, Massimo Nava                                                  | 7 ottobre 2021    |
| 20  | Inchieste e migranti, la destra alza il muro       | Jasmine Trinca, Ranieri Guerra, Beppe Severgnini, Andrea Scanzi                                                | 8 ottobre 2021    |
| 21  | Matrice neofascista cercasi                        | Lina Palmerini, Paolo Mieli, Giuliano Guida Bardi, Tomaso Montanari, Francesco Pugliese                        | 11 ottobre 2021   |
| 22  | No green pass, con i soldi degli altri             | Cristina Scocchia, Gad Lerner, Alessandro Giuli, Corrado Formigli                                              | 12 ottobre 2021   |
| 23  | Green pass e Meloni: strategia della tensione      | Antonella Viola, Camilla Conti, Antonio Padellaro, Alessandro De Angelis, Zeno D'Agostino                      | 13 ottobre 2021   |
| 24  | Green pass, vigilia ad alta tensione               | Mariolina Sattanino, Luigi Scordamaglia, Marco Travaglio, Beppe Severgnini                                     | 14 ottobre 2021   |
| 25  | Il green pass non spacca l'Italia                  | Olga Milanese, Stefano Feltri, Alessandro Sallusti, Guido Rasi                                                 | 15 ottobre 2021   |
| 26  | Letta vince, resa dei conti a destra               | Lina Palmerini, Massimo Giannini, Alessandro Sallusti, Andrea Scanzi, Roberto Gualtieri                        | 18 ottobre 2021   |
| 27  | La manovra di Draghi sulle ferite del voto         | Alessandra Tarquini, Massimo Giannini, Alessandro Giuli, Tomaso Montanari                                      | 19 ottobre 2021   |
| 28  | Il virus, Draghi e lo scenario inglese             | Silvia Sciorilli Borrelli, Myrta Merlino, Andrea Crisanti, Antonio Padellaro, Giuliano Guida Bardi             | 20 ottobre 2021   |
| 29  | La destra in pezzi candidida Berlusconi            | Massimo Cacciari, Luca Richeldi, Mariolina Sattanino, Evelina Christillin                                      | 21 ottobre 2021   |
| 30  | Draghi manda in pensione quota 100                 | Simona Sala, Marco Travaglio, Alessandro Sallusti, Gianrico Carofiglio                                         | 22 ottobre 2021   |
| 31  | Obama e Springsteen, i due outsiders               | Lina Palmerini, Beppe Severgnini, Andrea Scanzi, Barack Obama, Bruce Springsteen                               | 25 ottobre 2021   |
| 32  | Di Maio fra amore e potere                         | Luigi Di Maio, Annalisa Cuzzocrea, Massimo Giannini                                                            | 26 ottobre 2021   |
| 33  | Il giorno nero dei diritti                         | Antonella Viola, Tomaso Montanari, Alessandro De Angelis, Alessandro Giuli, Paola Turci                        | 27 ottobre 2021   |
| 34  | Draghi: "Una manovra da applausi"                  | Irene Tinagli, Gad Lerner, Stefano Feltri, Francesco Specchia                                                  | 28 ottobre 2021   |
| 35  | Draghi al G20 tra clima, vaccini e "bla bla"       | Monica Guerritore, Lucio Caracciolo, Silvia Sciorilli Borrelli, Marco Travaglio                                | 29 ottobre 2021   |
| 36  | Con Draghi è davvero cambiato il clima?            | Antonella Viola, Alessandro Sallusti, Andrea Scanzi, Alberta Pelino, Paolo Berizzi                             | 1º novembre 2021  |
| 37  | Da Glasgow a Roma: il "bla bla" su Draghi          | Sharon Cittone, Tomaso Montanari, Francesco Specchia, Paolo Mieli                                              | 2 novembre 2021   |
| 38  | Draghi, economia e clima: parla De Benedetti       | Carlo De Benedetti, Massimo Giannini                                                                           | 3 novembre 2021   |
| 39  | La concorrenza di Draghi e la conta nella Lega     | Simona Sala, Gianrico Carofiglio, Marco Travaglio, Giorgia Pacione Di Bello                                    | 4 novembre 2021   |
| 40  | COVID: terza dose o quarta ondata                  | Lina Palmerini, Antonio Padellaro, Giancarlo De Cataldo, Alessandro Vespignani                                 | 5 novembre 2021   |
| 41  | Conte tra Draghi e 5 Stelle ribelli                | Giuseppe Conte, Lina Palmerini, Alessandro De Angelis                                                          | 8 novembre 2021   |
| 42  | "Il tempo della responsabilità non è finito"       | Sandra Zampa, Massimo Cacciari, Luca Telese, Giuliano Guida Bardi                                              | 9 novembre 2021   |
| 43  | Vietato protestare o vietato contagiare?           | Stefano Feltri, Giorgia Pacione Di Bello, Beppe Severgnini, Tomaso Montanari                                   | 10 novembre 2021  |
| 44  | Draghi, clima e manovra: parla Bernabè             | Franco Bernabè, Silvia Sciorilli Borrelli, Gad Lerner                                                          | 11 novembre 2021  |
| 45  | Renzi e la resa dei conti correnti                 | Matteo Renzi, Marco Travaglio, Massimo Giannini                                                                | 12 novembre 2021  |
| 46  | In zona gialla per colpa dei no vax?               | Antonella Viola, Tomaso Montanari, Fabio Volo, Alessandro Giuli                                                | 15 novembre 2021  |
| 47  | No vax, mafie e politica: parla Gratteri           | Nicola Gratteri, Mariolina Sattanino, Massimo Giannini                                                         | 16 novembre 2021  |
| 48  | Conte e nomine Rai, sale la tensione               | Pier Luigi Bersani, Lina Palmerini, Andrea Crisanti, Carlo Lucarelli                                           | 17 novembre 2021  |
| 49  | COVID: l'Europa trema, l'Italia frena              | Anna Maria Cattelan, Beppe Severgnini, Lucio Caracciolo, Andrea Scanzi                                         | 18 novembre 2021  |
| 50  | Vaccino obbligatorio, cade il tabù                 | Janina Landau, Sandra Zampa, Marco Travaglio, Alessandro Sallusti                                              | 19 novembre 2021  |
| 51  | Ultimatum ai no vax                                | Lina Palmerini, Guido Rasi, Andrea Scanzi, Alessandro Giuli, Arno Kompatscher                                  | 22 novembre 2021  |
| 52  | Governo, stringere per non chiudere                | Antonella Viola, Massimo Giannini, Antonio Padellaro, Giuliano Guida Bardi                                     | 23 novembre 2021  |
| 53  | Draghi: così salveremo il Natale                   | Evelina Christillin, Luca Richeldi, Stefano Feltri, Tomaso Montanari                                           | 24 novembre 2021  |
| 54  | Le sfide di Draghi tra bambini e partiti           | Marco Cavaleri, Silvia Sciorilli Borrelli, Marco Travaglio, Alessandro De Angelis                              | 25 novembre 2021  |
| 55  | Virus: nuova variante, nuovi allarmi               | Rosy Bindi, Massimo Giannini, Beppe Severgnini, Andrea Crisanti                                                | 26 novembre 2021  |
| 56  | Draghi e l'allarme Omicron                         | Lina Palmerini, Antonella Viola, Alessandro Sallusti, Andrea Scanzi                                            | 29 novembre 2021  |
| 57  | Vaccini, spinta verso l'obbligo                    | Giorgio Abrignani, Giorgia Pacione Di Bello, Gad Lerner, Luca Telese                                           | 30 novembre 2021  |
| 58  | Il virus avanza, l'obbligo vaccinale pure          | Massimo Cacciari, Alessandro De Angelis, Maria Giovanna Luini, Beppe Severgnini                                | 1º dicembre 2021  |
| 59  | Germania, pugno di ferro: e l'Italia?              | Roberta Jannuzzi, Marco Travaglio, Nicola Magrini, Alberto Negri                                               | 2 dicembre 2021   |
| 60  | COVID e Quirinale, sale la febbre                  | Sandra Zampa, Alessandro Giuli, Andrea Scanzi, Marco Mengoni                                                   | 3 dicembre 2021   |
| 61  | Super green pass per i no vax, e i vaccinati?      | Lina Palmerini, Andrea Crisanti, Massimo Giannini, Tomaso Montanari                                            | 6 dicembre 2021   |
| 62  | Lo sciopero di Natale: Landini contro Draghi       | Maria Giovanna Luini, Aldo Cazzullo, Antonio Padellaro, Giuliano Guida Bardi                                   | 7 dicembre 2021   |
| 63  | Virus e mafie, l'Italia in trincea                 | Ilaria Capua, Stefano Feltri, Beppe Severgnini, Carlo Lucarelli, Antonino De Masi                              | 8 dicembre 2021   |
| 64  | Più vaccini e più soldi, le mosse di Draghi        | Antonella Viola, Fabio Volo, Marco Travaglio, Alessandro Sallusti                                              | 9 dicembre 2021   |
| 65  | COVID, allarme da Berlino a Roma                   | Mariolina Sattanino, Massimo Galli, Giovanni Di Lorenzo, Gad Lerner                                            | 10 dicembre 2021  |
| 66  | Omicron dilaga, Draghi proroga l'emergenza         | Silvia Sciorilli Borrelli, Andrea Crisanti, Andrea Scanzi, Alessandro Giuli                                    | 13 dicembre 2021  |
| 67  | Draghi proroga l'emergenza, paura per Omicron      | Sandra Zampa, Massimo Giannini, Francesco Borgonovo, Arnon Shahar                                              | 14 dicembre 2021  |
| 68  | Draghi e la battaglia per la normalità             | Lina Palmerini, Luigi Scordamaglia, Tomaso Montanari, Elena Bozzola                                            | 15 dicembre 2021  |
| 69  | Vaccini, "patrioti" e piazze contro                | Antonella Viola, Gad Lerner, Alessandro Sallusti, Leonardo Manera                                              | 16 dicembre 2021  |
| 70  | L'incognita Omicron e il destino di Draghi         | Roberta Jannuzzi, Gianrico Carofiglio, Luca Richeldi, Marco Travaglio                                          | 17 dicembre 2021  |
| 71  | Draghi, addio al Natale normale                    | Lina Palmerini, Giuliano Guida Bardi, Luca Richeldi, Stefano Feltri, Francesco Borgonovo                       | 20 dicembre 2021  |
| 72  | Virus e lavoro, le mosse del governo               | Andrea Orlando, Beppe Severgnini, Simona Sala, Tomaso Montanari                                                | 21 dicembre 2021  |
| 73  | Quirinale, chi dice no a Draghi?                   | Silvia Sciorilli Borrelli, Massimo Giannini, Marco Travaglio, Andrea Crisanti                                  | 22 dicembre 2021  |
| 74  | Virus, basta la stretta del governo?               | Paolo Mieli, Antonella Viola, Evelina Christillin, Andrea Scanzi, Stefano Zurlo                                | 23 dicembre 2021  |
| 75  | Draghi e le domande "non accettabili"              | Antonella Viola, Marco Travaglio, Massimo Giannini, Alessandro Sallusti                                        | 10 gennaio 2022   |
| 76  | "Una persona su due prenderà il virus"             | Walter Veltroni, Andrea Crisanti, Lina Palmerini                                                               | 11 gennaio 2022   |
| 77  | Omicron è davvero un'influenza?                    | Lucia Bisceglia, Beppe Severgnini, Andrea Scanzi, Alessandro Giuli                                             | 12 gennaio 2022   |
| 78  | Virus e Quirinale, i conti non tornano             | Mariolina Sattanino, Roberto Battiston, Stefano Feltri, Tomaso Montanari                                       | 13 gennaio 2022   |
| 79  | Quirinale: Salvini e Meloni vogliono Berlusconi    | Elisabetta Rubini, Stefano Zurlo, Alessandro De Angelis, Antonio Padellaro                                     | 14 gennaio 2022   |
| 80  | Berlusconi, Salvini si sfila?                      | Monica Guerzoni, Luca Richeldi, Andrea Scanzi, Alessandro Sallusti                                             | 17 gennaio 2022   |
| 81  | Quirinale, l'affare si complica                    | Rosi Braidotti, Marco Travaglio, Massimo Giannini, Stefano Zurlo                                               | 18 gennaio 2022   |
| 82  | Quirinale e virus, è sempre emergenza              | Pier Luigi Bersani, Lina Palmerini, Guido Rasi                                                                 | 19 gennaio 2022   |
| 83  | Salvini cerca Conte: Berlusconi addio?             | Antonella Viola, Stefano Zurlo, Tomaso Montanari, Lucio Caracciolo, Alessandro De Angelis                      | 20 gennaio 2022   |
| 84  | Berlusconi verso il ritiro, avanza Draghi          | Rosy Bindi, Carlo Verdelli, Alessandro Giuli, Giuliano Guida Bardi                                             | 21 gennaio 2022   |
| 85  | Quirinale, comincia la partita vera                | Lina Palmerini, Massimo Giannini, Bice Biagi, Antonella Viola, Alessandro Sallusti                             | 24 gennaio 2022   |
| 86  | Quirinale tra nomi veri e nomi finti               | Giovanna Vitale, Marco Travaglio, Carlo Rossella, Massimo Giannini                                             | 25 gennaio 2022   |
| 87  | Quirinale, notte decisiva                          | Rosi Braidotti, Andrea Scanzi, Massimo Giannini, Alessandro Giuli                                              | 26 gennaio 2022   |
| 88  | Quirinale, Salvini va allo scontro?                | Simona Sala, Massimo Giannini, Beppe Severgnini, Stefano Zurlo                                                 | 27 gennaio 2022   |
| 89  | La destra si schianta, avanza Elisabetta Belloni?  | Mariolina Sattanino, Stefano Feltri, Tomaso Montanari, Alessandro Giuli, Massimo Giannini                      | 28 gennaio 2022   |
| 90  | Draghi - Mattarella: è cambiato tutto?             | Carlo De Benedetti, Alessandro Sallusti, Lina Palmerini, Massimo Giannini                                      | 31 gennaio 2022   |
| 91  | Guerra nei 5 Stelle, pace nella Lega               | Monica Guerzoni, Alessandro Giuli, Marco Travaglio                                                             | 1º febbraio 2022  |
| 92  | Draghi riapre, la Lega si astiene                  | Antonella Viola, Silvia Sciorilli Borrelli, Andrea Scanzi, Alessandro De Angelis                               | 2 febbraio 2022   |
| 93  | Mattarella: bene, bravo, bis!                      | Mariolina Sattanino, Giuliano Guida Bardi, Beppe Severgnini, Tomaso Montanari                                  | 3 febbraio 2022   |
| 94  | Non abbiamo più paura del COVID?                   | Antonella Viola, Stefano Zurlo, Paolo Mieli, Pino Corrias                                                      | 4 febbraio 2022   |
| 95  | Conte, leader in sospeso?                          | Giuseppe Conte, Monica Guerzoni, Massimo Giannini, Andrea Scanzi                                               | 7 febbraio 2022   |
| 96  | Draghi e l'incognita 5 Stelle                      | Lina Palmerini, Marco Travaglio, Stefano Zurlo                                                                 | 8 febbraio 2022   |
| 97  | Renzi-magistrati, guerra aperta                    | Rosi Braidotti, Massimo Cacciari, Alessandro De Angelis, Alessandro Giuli                                      | 9 febbraio 2022   |
| 98  | Draghi e la ripresa a rischio                      | Irene Tinagli, Antonio Padellaro, Stefano Feltri, Luigi Scordamaglia                                           | 10 febbraio 2022  |
| 99  | Draghi: un lavoro lo trovo da solo                 | Franco Bernabè, Massimo Giannini, Lucio Caracciolo, Antonella Viola                                            | 11 febbraio 2022  |
| 100 | Il nuovo Draghi tra Ucraina e partiti              | Lina Palmerini, Nathalie Tocci, Marco Travaglio, Alessandro Sallusti                                           | 14 febbraio 2022  |
| 101 | Spiagge, Draghi rompe il tabù                      | Antonella Viola, Beppe Severgnini, Lucio Caracciolo, Alessandro Giuli                                          | 15 febbraio 2022  |
| 102 | Referendum, giustizia è fatta?                     | Simona Sala, Edmondo Bruti Liberati, Andrea Scanzi, Stefano Zurlo                                              | 16 febbraio 2022  |
| 103 | Draghi: così non si va avanti                      | Mariolina Sattanino, Lucio Caracciolo, Alessandro De Angelis, Tomaso Montanari                                 | 17 febbraio 2022  |
| 104 | Draghi e il "bellissimo governo"                   | Stefano Patuanelli, Massimo Giannini, Silvia Sciorilli Borrelli, Gianrico Carofiglio                           | 18 febbraio 2022  |
| 105 | Guerre, ville e idioti: 2 anni di pandemia         | Lucio Caracciolo, Alessandro Giuli, Stefano Feltri, Silvia Truzzi, Andrea Crisanti                             | 21 febbraio 2022  |
| 106 | Le sanzioni per Putin, i rischi per Draghi         | Lina Palmerini, Lucio Caracciolo, Piero Fassino, Marco Travaglio                                               | 22 febbraio 2022  |
| 107 | COVID, Draghi chiude l'emergenza                   | Antonella Viola, Andrea Scanzi, Silvia Sciorilli Borrelli, Alessandro De Angelis                               | 23 febbraio 2022  |
| 108 | Russia-Ucraina, è guerra: e adesso?                | Silvia Sciorilli Borrelli, Lucio Caracciolo, Massimo Giannini, Leonardo Tricarico                              | 24 febbraio 2022  |
| 109 | A chi giova questa guerra?                         | Mariolina Sattanino, Lucio Caracciolo, Gad Lerner, Alessandro Sallusti, Sebastiano Barisoni                    | 25 febbraio 2022  |
| 110 | Ucraina tra bombe e negoziati                      | Irina Guley, Beppe Severgnini, Stefano Feltri, Lucio Caracciolo, Ivan Zaytsev                                  | 28 febbraio 2022  |
| 111 | La notte delle bombe                               | Kateryna Piščikova, Tomaso Montanari, Alessandro Marrone, Paolo Mieli                                          | 1º marzo 2022     |
| 112 | Pioggia di bombe prima del negoziato               | Lucio Caracciolo, Nona Mikhelidze, Marco Travaglio, Dmitrij Slivnij, Viktorija Vdovyčenko                      | 2 marzo 2022      |
| 113 | Missili e parole, la guerra si fa più dura         | Lucio Caracciolo, Antonio Padellaro, Massimo Giannini, Svitlana Bevza, Giovanni Guaita                         | 3 marzo 2022      |
| 114 | Putin non si ferma: ora tocca a Kiev?              | Lucio Caracciolo, Pino Corrias, Silvia Sciorilli Borrelli, Massimo Cacciari, Dmitrij Slivnij                   | 4 marzo 2022      |
| 115 | Bombe, negoziati e profughi: l'inferno ucraino     | Lucio Caracciolo, Maria Cuffaro, Beppe Severgnini, Fabio Mini, Alona Kliuieva, Serhij Stachovs'kyj             | 7 marzo 2022      |
| 116 | Guerra economica e guerra militare                 | Massimo Giannini, Marco Travaglio, Mara Morini, Marija Avdeeva                                                 | 8 marzo 2022      |
| 117 | Putin e la diplomazia delle bombe                  | Lucio Caracciolo, Alessandro De Angelis, Tomaso Montanari, Oleksandra Matvijčuk, Alona Kliuieva                | 9 marzo 2022      |
| 118 | Negoziati falliti, Putin non si ferma              | Lucio Caracciolo, Monica Frassoni, Marco Damilano, Serhij Stachovs'kyj, Alona Kliuieva                         | 10 marzo 2022     |
| 119 | L'Europa, la guerra e i fantasmi del passato       | Lucio Caracciolo, Alessandro Sallusti, Stefano Feltri, Edith Bruck                                             | 11 marzo 2022     |
| 120 | Guerra in Ucraina, parla il governo di Kiev        | Iryna Vereščuk, Lucio Caracciolo, Francesco Pallante, Massimo Giannini                                         | 14 marzo 2022     |
| 121 | Kiev, il cerchio si stringe                        | Oleksandra Romancova, Marco Travaglio, Beppe Severgnini, Andrea Gilli                                          | 15 marzo 2022     |
| 122 | Guerra di bombe e di propaganda                    | Lucio Caracciolo, Massimo Giannini, Elena Černenko, Alona Kliuieva                                             | 16 marzo 2022     |
| 123 | Le bombe e l'accordo impossibile?                  | Franco Bernabè, Lucio Caracciolo, Kateryna Zarembo, Antonella Viola                                            | 17 marzo 2022     |
| 124 | Negoziati e bombe, si alza il livello              | Iryna Matviïšyn, Jasmine Cristallo, Lucio Caracciolo, Paolo Mieli                                              | 18 marzo 2022     |
| 125 | Guerra in Ucraina: parla l'oppositore di Putin     | Vladimir Milov, Viktorija Vdovyčenko, Lucio Caracciolo, Massimo Giannini                                       | 21 marzo 2022     |
| 126 | L'appello di Zelensky, la minaccia di Mosca        | Oleksandra Romancova, Marco Travaglio, Alessandro Marrone, Alessandro De Angelis                               | 22 marzo 2022     |
| 127 | Putin è davvero in difficoltà?                     | Veronika Belozerkovskaja, Beppe Severgnini, Tomaso Montanari, Lucio Caracciolo                                 | 23 marzo 2022     |
| 128 | L'Occidente unito contro Putin                     | Carlo De Benedetti, Massimo Giannini, Lucio Caracciolo                                                         | 24 marzo 2022     |
| 129 | Guerra: parla il negoziatore di Zelensky           | Oleksandr Rodnjans'kyj, Cecilia Strada, Stefano Feltri, Lucio Caracciolo                                       | 25 marzo 2022     |
| 130 | Guerra, veleni e propaganda                        | Lina Palmerini, Lucio Caracciolo, Giovanni Di Lorenzo, Aleksej Bobrovskij                                      | 28 marzo 2022     |
| 131 | Guerra e armi: scontro Draghi-Conte                | Kateryna Zarembo, Arduino Paniccia, Andrea Scanzi, Stefano Feltri                                              | 29 marzo 2022     |
| 132 | La guerra e la corsa alle armi                     | Rosi Braidotti, Marco Travaglio, Alessandro Sallusti, Lucio Caracciolo                                         | 30 marzo 2022     |
| 133 | Guerra, Putin e il ricatto del gas                 | Anne Applebaum, Beppe Severgnini, Tomaso Montanari, Lucio Caracciolo                                           | 31 marzo 2022     |
| 134 | La guerra sconfina in Russia                       | Alessia Amighini, Pëtr Fedorov, Massimo Giannini, Lucio Caracciolo                                             | 1º aprile 2022    |
| 135 | Guerra fra crimini e propaganda                    | Lina Palmerini, Lucio Caracciolo, Cuno Tarfusser, Stefano Feltri                                               | 4 aprile 2022     |
| 136 | Zelensky all'ONU: agite o chiudete                 | Marija Kuznecova, Arduino Paniccia, Marco Travaglio, Massimo Giannini                                          | 5 aprile 2022     |
| 137 | Draghi: la pace o il condizionatore acceso?        | Kira Rudyk, Beppe Severgnini, Lucio Caracciolo, Guido Maria Brera                                              | 6 aprile 2022     |
| 138 | Ucraina: ci servono armi, armi, armi               | Olena Stokoz, Massimo Cacciari, Lucio Caracciolo, Alessandro De Angelis                                        | 7 aprile 2022     |
| 139 | La strage dei civili e l'arma del gas              | Franco Bernabè, Lucio Caracciolo, Ol'ga Kurlaeva                                                               | 8 aprile 2022     |
| 140 | La guerra di Putin irrompe anche in Francia        | Anna Bonalume, Alfredo Bosco, Beppe Severgnini, Lucio Caracciolo, Alessandro Giuli                             | 11 aprile 2022    |
| 141 | Guerra, Putin sfida l'Europa                       | Nadana Fridrichson, Arduino Paniccia, Tomaso Montanari, Stefano Feltri                                         | 12 aprile 2022    |
| 142 | La battaglia di Mariupol e l'Occidente in crisi    | Ángela Rodicio, Sergij Orlov, Marco Travaglio, Beppe Severgnini, Lucio Caracciolo                              | 13 aprile 2022    |
| 143 | Biden e Zelensky alzano il tiro: e Putin?          | Zoja Svetova, Ángela Rodicio, Arduino Paniccia, Lirio Abbate                                                   | 14 aprile 2022    |
| 144 | "Il mondo ha scelto Caino"                         | Rosy Bindi, Kira Rudyk, Cristiana Capotondi, Massimo Giannini                                                  | 15 aprile 2022    |
| 145 | Putin: più bombe e più minacce all'Occidente       | Alona Kluieva, Orietta Moscatelli, Antonella Viola, Andrea Scanzi, Massimo Giannini                            | 18 aprile 2022    |
| 146 | Putin attacca, l'Occidente risponde                | Mariya Zolkina, Marco Travaglio, Lucio Caracciolo                                                              | 19 aprile 2022    |
| 147 | Conte, spy story fra Trump, Putin e Zelensky       | Giuseppe Conte, Monica Guerzoni, Lucio Caracciolo, Massimo Giannini                                            | 20 aprile 2022    |
| 148 | Putin: conquistata Mariupol                        | Mykola Trofymenko, Martina Pignatti, Beppe Severgnini, Lucio Caracciolo                                        | 21 aprile 2022    |
| 149 | La guerra, la Francia e noi                        | Christine Ockrent, Stefano Feltri, Lucio Caracciolo, Alessandro Giuli                                          | 22 aprile 2022    |
| 150 | Il 25 aprile da "Bella ciao" a "servi della NATO"  | Anna Bonalume, Tomaso Montanari, Lucio Caracciolo, Alessandro De Angelis                                       | 25 aprile 2022    |
| 151 | NATO-Russia: la guerra si allarga?                 | Nadana Fridrichson, Stefano Feltri, Antonio Padellaro, Andrea Gilli                                            | 26 aprile 2022    |
| 152 | Putin tra minacce e segreti                        | Nina Chruščёva, Marco Travaglio, Beppe Severgnini, Lucio Caracciolo                                            | 27 aprile 2022    |
| 153 | Kiev, missili sulla missione di pace               | Oleksandr Rodnjans'kyj, Martina Pignatti, Orietta Moscatelli, Massimo Franco                                   | 28 aprile 2022    |
| 154 | Le ragioni della guerra e la pace proibita         | Emily Clancy, Alessandro Giuli, Lucio Caracciolo, Massimo Giannini                                             | 29 aprile 2022    |
| 155 | Caso Lavrov, guerra e propaganda                   | Kateryna Zarembo, Lucio Caracciolo, Giovanni Floris, Tomaso Montanari                                          | 2 maggio 2022     |
| 156 | Il Papa scomunica le armi, Putin minaccia l'Europa | Julija Vitjazeva, Lina Palmerini, Arduino Paniccia, Beppe Severgnini                                           | 3 maggio 2022     |
| 157 | La guerra e la "libera" propaganda                 | Vitalba Azzolini, Lucio Caracciolo, Marco Travaglio, Stefano Zurlo                                             | 4 maggio 2022     |
| 158 | L'escalation della guerra e della crisi economica  | Franco Bernabè, Massimo Giannini, Oleksandr Rodnjans'kyj                                                       | 5 maggio 2022     |
| 159 | Pacifista uguale filo-Putin?                       | Igor Volobuev, Martina Pignatti, Lucio Caracciolo, Alessandro De Angelis                                       | 6 maggio 2022     |
| 160 | Deciso, pentito o malato? L'enigma Putin           | Nina Chruščёva, Stefano Feltri, Lucio Caracciolo, Antonio Scurati                                              | 9 maggio 2022     |
| 161 | Draghi a Biden: la gente vuole la pace             | Orietta Moscatelli, Giovanni Di Lorenzo, Andrea Scanzi, Beppe Severgnini                                       | 10 maggio 2022    |
| 162 | Guerra e pace di Draghi                            | Monica Guerzoni, Rosi Braidotti, Marco Travaglio, Lucio Caracciolo                                             | 11 maggio 2022    |
| 163 | Guerra: Zelensky risponde a Draghi                 | Lina Palmerini, Lucio Caracciolo, Tomaso Montanari, Stefano Zurlo                                              | 12 maggio 2022    |
| 164 | Kiev, negoziare o contrattaccare Putin?            | Iryna Vereščuk, Massimo Cacciari, Lucio Caracciolo, Massimo Giannini                                           | 13 maggio 2022    |
| 165 | Putin e la resa di Azov                            | Nina Chruščёva, Arduino Paniccia, Antonio Padellaro, Stefano Feltri                                            | 16 maggio 2022    |
| 166 | L'Italia sospesa tra armi, gas e Putin             | Pier Luigi Bersani, Monica Guerzoni, Marco Travaglio                                                           | 17 maggio 2022    |
| 167 | Guerra, Draghi e l'ira di Conte                    | Mariolina Sattanino, Lucio Caracciolo, Andrea Scanzi, Beppe Severgnini                                         | 18 maggio 2022    |
| 168 | Guerra e partiti, Draghi impone la linea           | Martina Pignatti, Luca Telese, Lucio Caracciolo, Alessandro De Angelis                                         | 19 maggio 2022    |
| 169 | La guerra delle armi, la guerra del pane           | Lesja Vasylenko, Marco Travaglio, Lucio Caracciolo, Luigi Scordamaglia                                         | 20 maggio 2022    |
| 170 | Putin e i suoi amici italiani                      | Giovanna Vitale, Alessandro Giuli, Lucio Caracciolo, Giovanni Floris                                           | 23 maggio 2022    |
| 171 | Le mafie e la guerra di Gratteri                   | Nicola Gratteri, Massimo Giannini                                                                              | 24 maggio 2022    |
| 172 | Armi offensive e armi difensive                    | Lina Palmerini, Tomaso Montanari, Beppe Severgnini, Marco Travaglio                                            | 25 maggio 2022    |
| 173 | Draghi chiama Putin: cambio di linea?              | Martina Pignatti, Lucio Caracciolo, Stefano Feltri, Stefano Zurlo                                              | 26 maggio 2022    |
| 174 | Draghi chiama Zelensky, Salvini va a Mosca         | Mariolina Sattanino, Andrea Scanzi, Franco Cardini, Lucio Caracciolo                                           | 27 maggio 2022    |
| 175 | Zelensky all'Europa: basta divisioni               | Lina Palmerini, Lucio Caracciolo, Massimo Cacciari, Tito Boeri                                                 | 30 maggio 2022    |
| 176 | Draghi e gli incontri segreti di Salvini           | Emily Clancy, Giovanni Di Lorenzo, Beppe Severgnini, Lucio Caracciolo                                          | 31 maggio 2022    |
| 177 | Salvini: non devo rendere conto a nessuno          | Orietta Moscatelli, Marco Travaglio, Massimo Giannini, Pietro Senaldi                                          | 1º giugno 2022    |
| 178 | Chi lavora per la pace, chi lavora per Putin?      | Martina Pignatti, Andrea Scanzi, Paolo Mieli, Lucio Caracciolo                                                 | 2 giugno 2022     |
| 179 | Da Salvini a Conte: i leader al tempo della guerra | Ginevra Bompiani, Lucio Caracciolo, Antonio Padellaro, Alessandro Sallusti                                     | 3 giugno 2022     |
| 180 | La propaganda e la caccia al putiniano             | Mariolina Sattanino, Bruno Tabacci, Lucio Caracciolo, Tomaso Montanari                                         | 6 giugno 2022     |
| 181 | Le spie di Putin e gli occidentali "bastardi"      | Elisabetta Piccolotti, Alessandro Minuto Rizzo, Marco Travaglio, Beppe Severgnini                              | 7 giugno 2022     |
| 182 | Meno male che Draghi c'è?                          | Elsa Fornero, Andrea Scanzi, Lucio Caracciolo, Aldo Cazzullo                                                   | 8 giugno 2022     |
| 183 | La verità sul caso "putiniani"                     | Fiorenza Sarzanini, Antonio Padellaro, Massimo Cacciari, Alessandro Sallusti, Lucio Caracciolo                 | 9 giugno 2022     |
| 184 | Caso putiniani, la versione del COPASIR            | Adolfo Urso, Lucio Caracciolo, Antonio Padellaro, Mariolina Sattanino, Aldo Cazzullo                           | 10 giugno 2022    |
| 185 | Voto: chi ha vinto e chi ha perso                  | Lina Palmerini, Lucio Caracciolo, Massimo Giannini, Marco Travaglio, Stefano Zurlo                             | 13 giugno 2022    |
| 186 | Meloni, destra di governo o estrema destra?        | Rosi Braidotti, Beppe Severgnini, Andrea Scanzi, Alessandro Giuli                                              | 14 giugno 2022    |
| 187 | Destra, guerra e pandemia: parla Bersani           | Pier Luigi Bersani, Guido Rasi, Mariolina Sattanino, Lucio Caracciolo                                          | 15 giugno 2022    |
| 188 | Draghi a Kiev mentre i 5 Stelle si spaccano        | Annalisa Cuzzocrea, Tomaso Montanari, Alessandro Sallusti, Stefano Feltri                                      | 16 giugno 2022    |
| 189 | Gas, siccità e COVID, l'Italia e l'estate calda    | Ilaria Capua, Paolo Mieli, Antonio Padellaro, Alessandro Giuli                                                 | 17 giugno 2022    |
| 190 | Conte-Di Maio, ne resterà solo uno                 | Antonella Viola, Marco Travaglio, Massimo Giannini, Lucio Caracciolo                                           | 20 giugno 2022    |
| 191 | Scisma 5 Stelle, Draghi in sicurezza?              | Lina Palmerini, Andrea Scanzi, Beppe Severgnini, Stefano Feltri                                                | 21 giugno 2022    |
| 192 | Scissione 5 Stelle: Conte risponde a Di Maio       | Giuseppe Conte, Antonio Padellaro                                                                              | 22 giugno 2022    |
| 193 | Il "neo-moderato" Di Maio e le grane di Draghi     | Franco Bernabè, Lina Palmerini, Lucio Caracciolo                                                               | 23 giugno 2022    |
| 194 | America vieta l'aborto, Italia al sicuro?          | Rosi Braidotti, Barbara Gallavotti, Chiara Lalli, Beppe Severgnini, Francesco Borgonovo, Alessandro De Angelis | 24 giugno 2022    |
| 195 | Centro-DX rissoso, Centro-SX competitivo?          | Tomaso Montanari, Giovanni Floris, Beppe Severgnini, Sarina Biraghi, Lucio Caracciolo                          | 27 giugno 2022    |
| 196 | I diktat di Grillo, le ambizioni di Meloni         | Mariolina Sattanino, Massimo Cacciari, Alessandro Sallusti, Marco Travaglio                                    | 28 giugno 2022    |
| 197 | Draghi-Conte, a un passo dalla rottura             | Marco Alverà, Lina Palmerini, Lucio Caracciolo, Andrea Scanzi                                                  | 29 giugno 2022    |
| 198 | Draghi, mano tesa ai 5 Stelle: caso chiuso?        | Antonio Padellaro, Bruno Tabacci, Monica Guerzoni, Stefano Feltri, Carlo Centemeri                             | 30 giugno 2022    |
| 199 | Draghi tra Conte, guerra, COVID e inflazione       | Serena Dandini, Massimo Giannini, Lucio Caracciolo, Antonella Viola, Marco Travaglio                           | 1º luglio 2022    |